# Eupalamides cyparissias
Eupalamides cyparissias is een vlinder uit de familie Castniidae. De wetenschappelijke naam van de soort is voor het eerst geldig gebucliceerd in 1777, als Papilio cyparissias, door Johann Christian Fabricius. Die naam was een nomen novum voor Papilio dedalus Cramer, 1775, non Papilio daedalus Fabricius, 1775. De synoniemen en ondersoorten in dit artikel zijn volgens Lamas (1995).
De soort komt voor in het Neotropisch gebied.

## Ondersoorten
- Eupalamides cyparissias cyparissias
  - = Papilio dedalus Cramer, 1775 non Papilio daedalus Fabricius, 1775
- Eupalamides cyparissias amazonensis (Houlbert, 1917)
  - = Castnia amazonensis Houlbert, 1917
- Eupalamides cyparissias conspicua (Rothschild, 1919)
  - = Castnia conspicua Rothschild, 1919
- Eupalamides cyparissias paraensis (Lathy, 1922)
  - = Cyparissias paraensis Lathy, 1922